# Ӂ
Das Ӂ (kleingeschrieben ӂ) ist ein Buchstabe des kyrillischen Alphabets, bestehend aus einem Ж mit Breve. Er wurde von sowjetischen Linguisten erstellt und in der moldauischen SSR zur Schreibung der moldauischen (rumänischen) und der gagausischen Sprache verwendet. In der Gegenwart ist das Ӂ noch in Transnistrien in Gebrauch. Der Buchstabe hat den Lautwert ʤ. Im traditionellen rumänisch-kyrillischen Alphabet entsprach ihm der Buchstabe Џ.

## Zeichenkodierung
| Standard  | Standard    | Majuskel Ӂ                             | Minuskel ӂ                           |
| --------- | ----------- | -------------------------------------- | ------------------------------------ |
| Unicode   | Codepoint   | U+04C1                                 | U+04C2                               |
| Unicode   | Name        | CYRILLIC CAPITAL LETTER ZHE WITH BREVE | CYRILLIC SMALL LETTER ZHE WITH BREVE |
| UTF-8     | UTF-8       | D3 81                                  | D3 82                                |
| XML/XHTML | dezimal     | &#1217;                                | &#1218;                              |
| XML/XHTML | hexadezimal | &#x04C1;                               | &#x04C2;                             |